# Ceriagrion whellani
Ceriagrion whellani là một loài chuồn chuồn kim trong họ Coenagrionidae.
Loài này được xếp vào nhóm Loài ít quan tâm trong sách Đỏ của IUCN năm 2009.
Ceriagrion whellani được Longfield miêu tả khoa học năm 1952.